# Stereofotogrammetrie

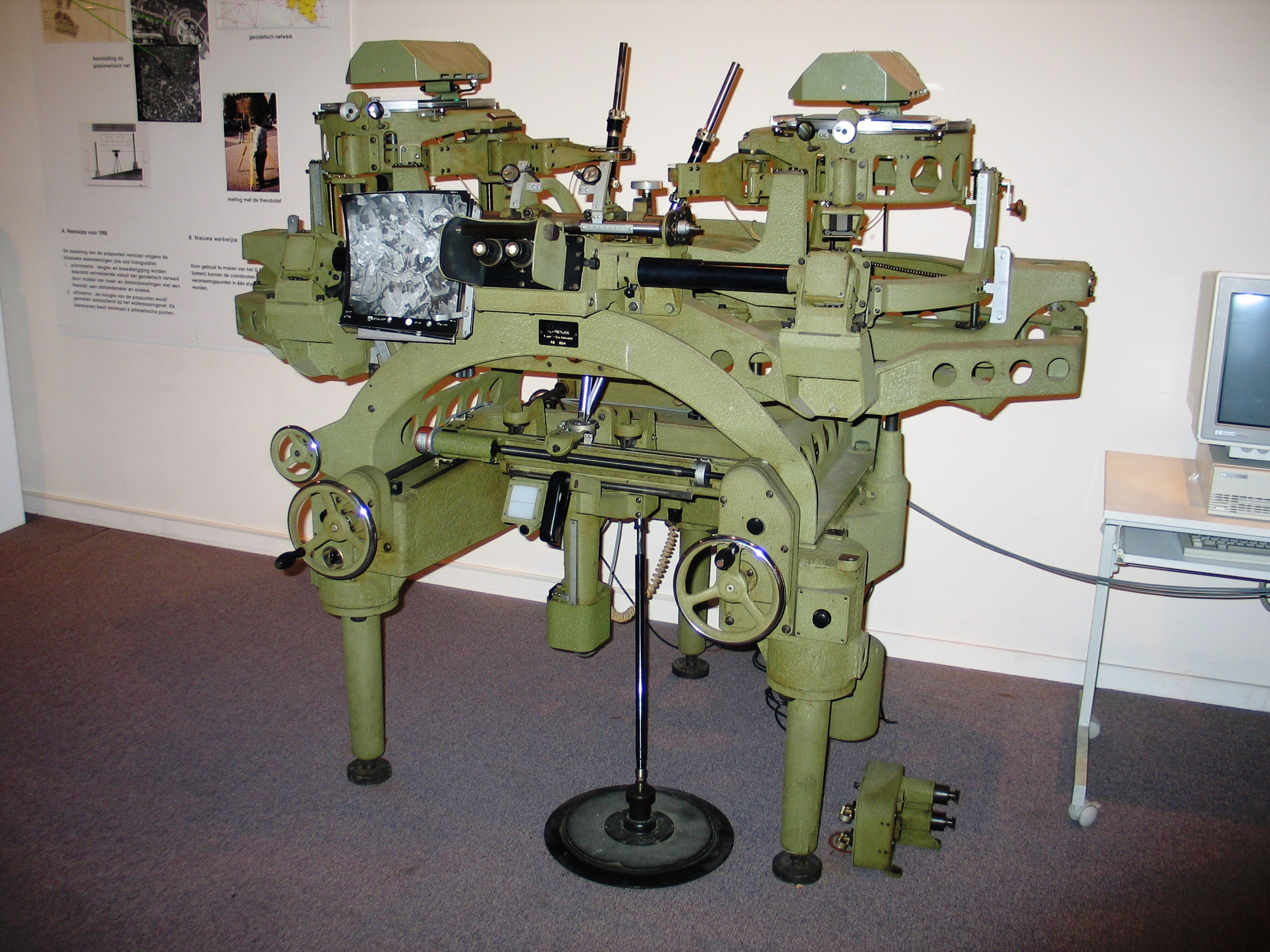
Wild Autograph A8, ein historisches, mechanisch-optisches Gerät zur Auswertung von Stereoluftbilderpaaren (um 1960)

Unter dem Begriff Stereofotogrammetrie werden jene Verfahren der Bildmessung zusammengefasst, bei denen Objekte aus zwei Messbildern (aufgenommen aus etwas verschiedenen Standpunkten) in ihrer Lage und genauen Form bestimmt („rekonstruiert“) werden.
Die Methoden sind analog zur Stereoskopie zu verstehen, werden aber meist auf eigenen, relativ schweren und komplexen Stereo-Auswertegeräten mit Messmikroskopen verarbeitet. Kleine Handgeräte wie das Taschenstereoskop erlauben einfache Auswertungen aufgrund freiäugiger oder durch Lupen gemessener Parallaxen.